# امیرسیاوش ذوالفقاریان
امیرسیاوش ذوالفقاریان (زاده ۲۶ خرداد ۱۳۸۰ در مهدی‌شهر) ورزشکار رشته تیراندازی با تفنگ و عضو تیم ملی فدراسیون تیراندازی ایران است.

## افتخارات
- مدال طلای تفنگ بادی ۱۰ متر میکس در جام جهانی جوانان آلمان ۲۰۱۹[۲]
- مدال نقره تفنگ بادی ۱۰ متر تیمی جوانان در جام جهانی چانگ وون ۲۰۱۸[۳]
- مدال برنز تفنگ بادی ۱۰ متر میکس جوانان در مسابقات قهرمانی آسیا دوحه ۲۰۱۹[۴]
- مقام هشتم تفنگ بادی ۱۰متر انفرادی در المپیک جوانان بوئنوس آیرس ۲۰۱۸[۵]
- مدال طلای تفنگ بادی ۱۰متر انفرادی نوجوانان در مسابقات قهرمانی سلاح‌های بادی آسیا تهران ۲۰۱۶[۶]

## المپیک جوانان ۲۰۱۸
|        | میزبان                | ورزشکار               | رویداد                        | مقدماتی             | مقدماتی             | نهایی     | نهایی     |
| امتیاز | میزبان                | ورزشکار               | رویداد                        | رتبه                | امتیاز              | رتبه      |           |
| ------ | --------------------- | --------------------- | ----------------------------- | ------------------- | ------------------- | --------- | --------- |
| ۲۰۱۸   | بوئنوس آیرس، آرژانتین | امیرسیاوش ذوالفقاریان | تفنگ بادی ۱۰ متر              | ۶۲۸/۵               | ۱ Q                 | ۱۹۹/۹     | ۸         |
| ۲۰۱۸   | بوئنوس آیرس، آرژانتین | امیرسیاوش ذوالفقاریان | تفنگ ۱۰ متر میکس (اینترنشنال) | حذف از یک‌هشتم نهایی | حذف از یک‌هشتم نهایی | راه نیافت | راه نیافت |

## بازی‌های آسیایی ۲۰۱۸
| میزبان           | ورزشکار               | رویداد           | مقدماتی | مقدماتی | نهایی     | نهایی     |
| میزبان           | ورزشکار               | رویداد           | امتیاز  | رتبه    | امتیاز    | رتبه      |
| ---------------- | --------------------- | ---------------- | ------- | ------- | --------- | --------- |
| جاکارتا، اندونزی | امیرسیاوش ذوالفقاریان | تفنگ بادی ۱۰ متر | ۶۲۳/۱   | ۱۲      | راه نیافت | راه نیافت |